# Lutz Matschke

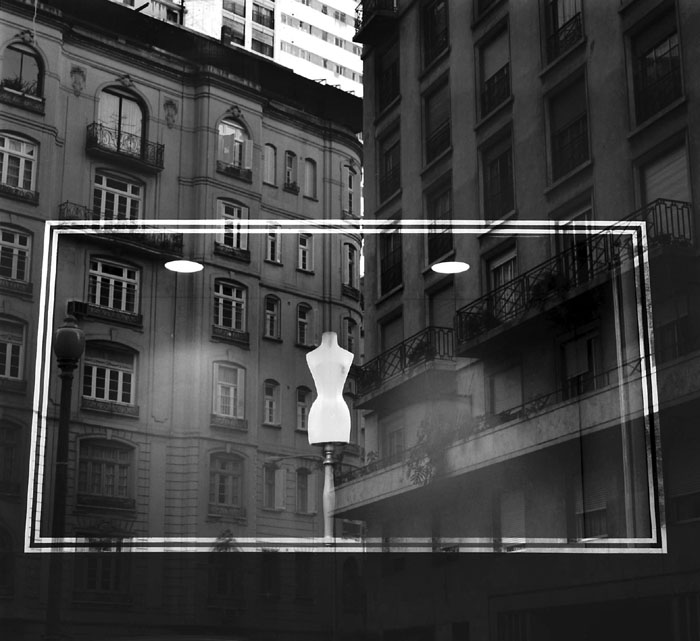
Aus der Serie „Schaufenster aus Buenos Aires“, La Clocharde, Buenos Aires, November 1985 LM 0295, Fotosammlung Palais de Glace

Lutz Matschke (* 10. April 1959 in Buenos Aires, Argentinien) ist ein deutsch-argentinischer Künstler und Fotodozent, der seit 2009 in Berlin und in Villa La Angostura, Patagonien, Argentinien, lebt und arbeitet. Mit seiner ersten Fotoserie Schaufenster aus Buenos Aires etablierte er sich ab 1985 in der argentinischen Fotokunstszene.

## Leben

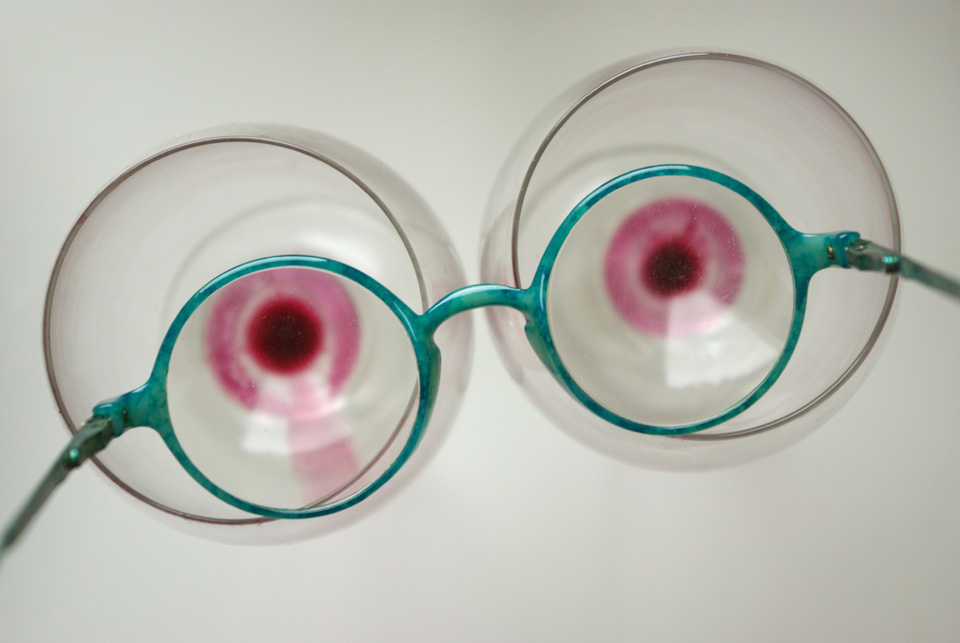
Aus der Fotoserie Berlin Day by Day, „Ich schwöre nie mehr zu trinken“ LM 0464

1987 stellte er die Fotoserie Schaufenster aus Buenos Aires in der Galerie Oliver sowie in der ersten argentinische Fotogalerie, „Fotogaleria Omega“ in La Plata, Argentinien und im Salon Nacional de Fotografia am Palais de Glace, Buenos Aires aus.
Matschke erteilte 1997/98 praktischen Unterricht an der Universität Buenos Aires - Diseño de Imagen y Sonido. Er studierte am International Center of Photography I.C.P., New York, bei Nancy Davenport. 2001 war er dort Teaching Assistant. Von 2005 bis 2009 war Matschke Fotodozent des Consejo Federal de Inversiones C.F.I., Argentinien, zudem leitete er „Aktfotografie in der Natur“ Workshops in Villa La Angostura, Patagonien (2004–2005). Er ist seit 2016 Kursleiter für Fotografie an der VHS Tempelhof-Schöneberg, seit 2017 Lehrbeauftragter an der Hochschule für Technik und Wirtschaft, HTW Berlin. Seit 2017 leitet Matschke das Zentrum für Fotorestaurierung und Fotoforschung, Berlin.
2022 wurde Lutz Matschke in die Deutsche Gesellschaft für Photographie (DGPh) berufen.

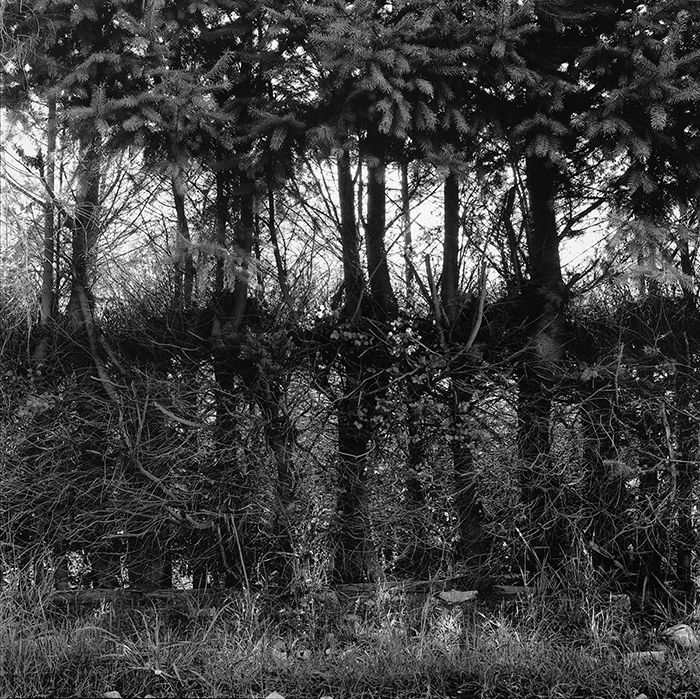
Villa La Angostura, Patagonien, Oktober 1993 LM 0083, Fotosammlung Museum Ludwig

## Einzelausstellungen (Auswahl)
- 2018–2019 Berlin Day by Day Fotogalerie Rathaus Tempelhof und VHS Schöneberg.
- 2016 Photos Mythos Kleines Glossar der großen Fotomythen Fotopioniere, Berlin.
- 2015–2016 Berlin Day by Day Fotogalerie Cafe Aroma. Berlin-Schöneberg.[2]
- 2014 Berlin Day by Day Galerie Fenster 61. Berlin-Mitte.[3]
- 2013 Schaufenster Berlin Galerie Unterwegs, Berlin-Mitte und Galerie Casaflorida. Buenos Aires, Argentinien.[4]
- 2012 Steinpfad Photoplatz Bogotá. Berlin
- 2006 Unsafe Landscapes Bildende Kunst Museum Sor Josefa Díaz y Clusellas. Santa Fe, Argentinien und Fotogalerie der Universität Córdoba, Argentinien[5]
- 2003 Verloren in den Pampas Alliance Française. Buenos Aires. Condom Project Omega Fotogalerie - Centro de Fotografía Contemporánea. La Plata
- 2002 Nature, 20 Years Shooting Nothing 6. Monat der Fotografie, Bariloche, Patagonien. Condom Project Rosa Galisteo de Rodriguez Landesmuseum, Santa Fé, Argentinien. Festival of Light. 02
- 2000 Patagonische Lanscapes Alliance Française. Festival of Light. Buenos Aires
- 1999 Natura Viva, Natura Morta Galerie Pérez Quesada. Buenos Aires
- 1998 Nudi Naturalis Kunsthaus Santa Fe u. Einweihung des Photospace – Galerie der Borges-Kunsthalle. Unterstützung der Deutschen Botschaft Buenos Aires u. Pestalozzi Kunstverein.
- 1997 Natura Non Facit Saltus Centro Cultural Recoleta. Buenos Aires. Unterstützung der Deutschen Botschaft Buenos Aires
- 1996 Natura Non Facit Saltus Argentinische Fotofachhochschule
- 1995 Photos Mythos Kleines Glossar der grossen Fotomythen. Centro Cultural Recoleta. Buenos Aires u. Einweihung der Fotogalerie Dardo Rocha. La Plata
- 1993 Friedhöfe in Buenos Aires – Citilandscapes. Andy-Goldstein-Stiftung. Buenos Aires. Lutz Matschke – Fotoretrospektive Pestalozzi-Kunstverein. Buenos Aires
- 1987 Schaufenster aus Buenos Aires Fotogalería Omega C.F.C., La Plata, Argentinien und Oliver-Galerie, Lomas de Zamora.

## Stipendien
- 2008: „Photoperformance am Gran Bajo de San Julián (105 m unter Normalnull), die tiefste westliche Depression“. Nationale Kulturstiftung, Fondo Nacional de las Artes, Argentinien
- 2000–2001: One Year Certificate Program am International Center of Photography, New York, Fulbright Commission (U.S.A.) - Fondo Nacional de las Artes (Argentinien)
- 1991: „Friedhöfe in Buenos Aires – Citilandscapes“ Fondo Nacional de las Artes, Argentinien

## Jurytätigkeiten (Auswahl)
- 2013–2023: Kulturbeirat - Dezentrale Kulturarbeit – Bezirksamt Tempelhof-Schöneberg von Berlin
- Jury des Salón Nacional de Fotografía – Museum Rosa Galisteo de Rodríguez, Santa Fe, Argentinien
- Jury des Premio Bienal Federal 2008 – Consejo Federal de Inversiones CFI - Argentinien
- 2004: Jury nach Wahl der Künstler des Salón Nacional de Fotografía, Buenos Aires

## Sammlungen
- Museum Ludwig, Köln, Deutschland
- Museum für Moderner Kunst, Museu de Arte Moderna do Rio de Janeiro MAM, Rio de Janeiro, Brasilien
- Pestalozzi Kunstverein, Argentinien
- Wifredo Lam Zentrum, Havanna, Kuba
- Museum für Moderner Kunst, Museo de Arte Moderno de Buenos Aires MAMba, Buenos Aires, Argentinien
- Fondo Nacional de las Artes, Argentinien
- Nationales Kunsthaus, Museo Nacional de Bellas Artes (Buenos Aires) MNBA, Argentinien
- Dirección Nacional de Artes Visuales, Palais de Glace, Argentinien
- C.F.C. Centro de Fotografía Contemporánea, La Plata, Argentinien
- Ciudad de Buenos Aires Bank, Argentinien